# Korzec (województwo zachodniopomorskie)
Korzec – osada w Polsce położona w województwie zachodniopomorskim, w powiecie szczecineckim, w gminie Barwice, nad Grabiąską Strugą.
W latach 1975–1998 miejscowość położona była w województwie koszalińskim.